# Ermsdorf
Ermsdorf (luxembourgeois : Iermsdref) est une section de la commune luxembourgeoise de la Vallée de l'Ernz située dans le canton de Diekirch.

## Histoire

### L’ancienne commune
Ermsdorf était une commune jusqu’à sa fusion avec la commune de Medernach le 1er janvier 2012 pour former la nouvelle commune de la Vallée de l'Ernz. Elle comprenait les sections d’Eppeldorf, Ermsdorf (chef-lieu), Folkendange et Stegen.